# Paulus de boskabouter (1967-1968)
Paulus de boskabouter was een poppenserie die door de NTS van 1 oktober 1967 tot 29 december 1968 werd uitgezonden. Er werden 39 afleveringen uitgezonden. De serie werd geëxporteerd naar het Verenigd Koninkrijk, Nieuw-Zeeland, Canada en Australië.

## Geschiedenis
Jan van Oort, die zich Jean Dulieu noemde, is de geestelijk vader van Paulus de boskabouter. Na jaren als hoorspel op de radio verscheen Paulus in 1967 op de televisie, de eerste Nederlandse kinderserie in kleur. Jean Dulieu maakte voor deze serie zelf alle marionetten. Dat had hij eerder gedaan voor zijn poppenkastvoorstellingen, waarmee hij samen met een vriend in 1948 en 1949 ruim honderd voorstellingen had gegeven over Paulus en zijn vrienden Oehoeboeroe de uil, Salomo de raaf en Gregorius de das. Daarnaast maakte hij alle rekwisieten en decors zelf. Het decortje van Eucalypta's huiskamer bijvoorbeeld was 30 cm hoog en 50 cm breed.
Net als bij de radio-uitzendingen sprak hij alle stemmen zelf in. In het kasteel Groeneveld te Baarn werden twee keer per maand opnamen gemaakt, waarbij Dulieu geassisteerd werd door zijn vrouw Kitty en dochter Dorinde. Iedere scène werd eerst uitgebreid gerepeteerd om synchroon te lopen met de geluidsband die van tevoren was ingesproken. Niet alleen in Nederland, maar ook in het buitenland was de serie populair. De in het Engels nagesynchroniseerde versie, Paulus the woodgnome, was onder andere te zien in Groot-Brittannië, Canada, Australië en Nieuw-Zeeland. Begin jaren 70 verkocht Dulieu zijn geliefde personages uit geldnood aan Thijs Chanowski.

## Afleveringen
| Aflevering | Titel                                            | Uitzenddatum     |
| ---------- | ------------------------------------------------ | ---------------- |
| 1          | Oehoeboeroe en de muis                           | 1 oktober 1967   |
| 2          | Houthakken                                       | 8 oktober 1967   |
| 3          | Bezoek van Pieter                                | 15 oktober 1967  |
| 4          | Ontbijt voor Paulus                              | 22 oktober 1967  |
| 5          | Klokke 12                                        | 29 oktober 1967  |
| 6          | Gregorius knapt het op                           | 5 november 1967  |
| 7          | In het bos                                       | 12 november 1967 |
| 8          | De rolomobiel van professor Punt                 | 19 november 1967 |
| 9          | De valkuil van Gregorius                         | 26 november 1967 |
| 10         | De zieke Eucalypta                               | 3 december 1967  |
| 11         | De Chinese mandarijnenhoed                       | 10 december 1967 |
| 12         | Paulussie slaap                                  | 17 december 1967 |
| 13         | De heksenmachine                                 | 24 december 1967 |
| 14         | Van een oliebol, een oliedas en een olielypta    | 31 december 1967 |
| 15         | 's Avonds moet je heel voorzichtig zijn          | 7 januari 1968   |
| 16         | Wie een strik zet voor een ander valt er zelf in | 14 januari 1968  |
| 17         | Krijgertje spelen                                | 4 februari 1968  |
| 18         | Sprookjes vertellen                              | 11 februari 1968 |
| 19         | Bontjas voor Eucalypta                           | 18 februari 1968 |
| 20         | Boze beesten in het bos                          | 3 maart 1968     |
| 21         | Berenbedtijd                                     | 10 maart 1968    |
| 22         | Vooruit, graven maar weer                        | 17 maart 1968    |
| 23         | Het afspraakje van Paulus                        | 24 maart 1968    |
| 24         | Beestjes voeren                                  | 31 maart 1968    |
| 25         | Wie wil er worteltjes                            | 7 april 1968     |
| 26         | Wat een vreemd konijn                            | 14 april 1968    |
| 27         | Japie de eenhoorn                                | 29 april 1968    |
| 28         | De wonderkachel                                  | 6 oktober 1968   |
| 29         | Professor Punt regelt een moeilijke zaak         | 13 oktober 1968  |
| 30         | De vampier                                       | 20 oktober 1968  |
| 31         | De wintervoorraad van Paulus                     | 27 oktober 1968  |
| 32         | Paddestoelensoep                                 | 3 november 1968  |
| 33         | Boomspook                                        | 10 november 1968 |
| 34         | De verjaardagstaart voor Eycalypta               | 17 november 1968 |
| 35         | Reus Worrelsik                                   | 24 november 1968 |
| 36         | Op een mooie morgen in het bos                   | 1 december 1968  |
| 37         | Professor Punt en zijn rokomobiel                | 8 december 1968  |
| 38         | Heksenwekker                                     | 15 december 1968 |
| 39         | Het konijnenhuwelijk                             | 29 december 1968 |

## Vervolgserie
In 1974 werd er opnieuw een poppenserie over Paulus de boskabouter gemaakt, ditmaal door de studio van Chanowski met Loek de Levita als producent. Leen Valkenier schreef hiervoor de teksten.
Jean Dulieu bleef wel nieuwe stripverhalen van Paulus tekenen, het laatste album verscheen in 1984. Na Dulieus overlijden in 2006 werd, op initiatief van de buurtbewoners in het Gravinnenbos in Arnhem, als eerbetoon aan hem een beeld van Paulus de Boskabouter geplaatst, gemaakt door Henk Evertzen. In dit bos wandelde Jean Dulieu dagelijks met zijn hond Baloe.